# والیبال قهرمانی مردان آسیا
والیبال قهرمانی مردان آسیا با نام‌های دیگر والیبال جام ملت‌های آسیا یا والیبال قهرمانی ملت‌های آسیا یک رقابت والیبال است که کنفدراسیون والیبال آسیا آن را برگزار می‌کند. قهرمان این مسابقات، قهرمان قاره آسیا می‌باشد. این مسابقات بالاترین سطح رقابت تیم‌های ملی والیبال در آسیا است.

## تاریخچه
رقابت های قهرمانی آسیا به طور رسمی در سال ۱۹۷۵ به میزبانی استرالیا آغاز شد. نخستین دوره مسابقات قهرمانی آسیا به میزبانی ملبورن و در سال ۱۹۷۵ با حضور هفت تیم برگزار شد که تیم‌های ژاپن، کره‌جنوبی و چین مقام‌های اول تا سوم را به دست آوردند.  قهرمانی آسیا از سال ۱۹۷۵ تا ۱۹۸۷ هر چهار سال یک بار برگزار می‌شد، اما با قوانین جدید از سال ۱۹۸۷ تا به حال این مسابقات هر دو سال یک بار برگزار می‌شود. رقابت‌های قهرمانی آسیا ۲۰۱۳ به میزبانی امارات متحده عربی با تعداد ۲۱ تیم، بیشترین حضور کشورها در کل ادوار برگزاری مسابقات است. در مجموع ۲۰ دوره مسابقات قهرمانی آسیا، ۳۱۰ تیم در این رقابت‌ها شرکت کرده‌اند که میانگین ۱۵.۵ تیم برای هر دوره ثبت شده است.

## تاریخچه مسابقات

### خلاصه نتایج
در ۱۹۵۵ یک دوره مسابقه والیبال مردان بین ۶ کشور کره جنوبی و ژاپن و هند و تایوان و هنگ کنگ و کامبوج در توکیو برگزار شد و هند و ژاپن و کره جنوبی اول تا سوم شدند. بیست سال بعد اولین دوره رسمی مسابقات در ۱۹۷۵ برگزار شد.
| ۱۹۷۵ جزئیات | ملبورن          | · ژاپن      | رقابت دوره‌ای | · کرهٔ جنوبی | · چین       | رقابت دوره‌ای | · استرالیا  |
| ۱۹۷۹ جزئیات | منامه           | · چین       | رقابت دوره‌ای | · کرهٔ جنوبی | · ژاپن      | رقابت دوره‌ای | · استرالیا  |
| ۱۹۸۳ جزئیات | توکیو           | · ژاپن      | رقابت دوره‌ای | · چین       | · کرهٔ جنوبی | رقابت دوره‌ای | · تایوان    |
| ۱۹۸۷ جزئیات | کویت            | · ژاپن      | ۳–۰          | · چین       | · کرهٔ جنوبی | ۳–۰          | · کویت      |
| ۱۹۸۹ جزئیات | سئول            | · کرهٔ جنوبی | ۳–۰          | · ژاپن      | · چین       | ۳–۲          | · پاکستان   |
| ۱۹۹۱ جزئیات | پرت             | · ژاپن      | رقابت دوره‌ای | · کرهٔ جنوبی | · چین       | رقابت دوره‌ای | · استرالیا  |
| ۱۹۹۳ جزئیات | ناخون راتچاسیما | · کرهٔ جنوبی | ۳–۰          | · قزاقستان  | · ژاپن      | ۳–۲          | · چین       |
| ۱۹۹۵ جزئیات | سئول            | · ژاپن      | رقابت دوره‌ای | · چین       | · کرهٔ جنوبی | رقابت دوره‌ای | · ایران     |
| ۱۹۹۷ جزئیات | دوحه            | · چین       | رقابت دوره‌ای | · ژاپن      | · استرالیا  | رقابت دوره‌ای | · تایوان    |
| ۱۹۹۹ جزئیات | تهران           | · چین       | رقابت دوره‌ای | · استرالیا  | · کرهٔ جنوبی | رقابت دوره‌ای | · ژاپن      |
| ۲۰۰۱ جزئیات | چانگ‌وون         | · کرهٔ جنوبی | ۳–۱          | · استرالیا  | · ژاپن      | ۳–۱          | · چین       |
| ۲۰۰۳ جزئیات | تیانجین         | · کرهٔ جنوبی | رقابت دوره‌ای | · چین       | · ایران     | رقابت دوره‌ای | · استرالیا  |
| ۲۰۰۵ جزئیات | سوپان بوری      | · ژاپن      | ۳–۰          | · چین       | · کرهٔ جنوبی | ۳–۱          | · هند       |
| ۲۰۰۷ جزئیات | جاکارتا         | · استرالیا  | رقابت دوره‌ای | · ژاپن      | · کرهٔ جنوبی | رقابت دوره‌ای | · چین       |
| ۲۰۰۹ جزئیات | مانیل           | · ژاپن      | ۳–۱          | · ایران     | · کرهٔ جنوبی | ۳–۱          | · چین       |
| ۲۰۱۱ جزئیات | تهران           | · ایران     | ۳–۱          | · چین       | · کرهٔ جنوبی | ۳–۱          | · استرالیا  |
| ۲۰۱۳ جزئیات | دبی             | · ایران     | ۳–۰          | · کرهٔ جنوبی | · چین       | ۳–۱          | · ژاپن      |
| ۲۰۱۵ جزئیات | تهران           | · ژاپن      | ۳–۱          | · ایران     | · چین       | ۳–۲          | · قطر       |
| ۲۰۱۷ جزئیات | گرسیک           | · ژاپن      | ۳–۱          | · قزاقستان  | · کرهٔ جنوبی | ۳–۰          | · اندونزی   |
| ۲۰۱۹ جزئیات | تهران           | · ایران     | ۳–۰          | · استرالیا  | · ژاپن      | ۳–۱          | · کرهٔ جنوبی |
| ۲۰۲۱ جزئیات | چیبا            | · ایران     | ۳–۰          | · ژاپن      | · چین       | ۰-۳          | · تایوان    |
| ۲۰۲۳ جزئیات | ارومیه          | · ژاپن      | ۳–۰          | · ایران     | · قطر       | ۳–۰          | · چین       |

### قهرمانان بر اساس منطقه
| فدراسیون (منطقه)    | قهرمان(ها)                        | عدد       |
| ------------------- | --------------------------------- | --------- |
| EAZVA (شرق آسیا)    | ژاپن (۱۰), کره جنوبی (۴), چین (۳) | ۱۷ عناوین |
| CAZVA (آسیای مرکزی) | ایران (۴)                         | ۴ عناوین  |
| OZVA (اقیانوسیه)    | استرالیا (۱)                      | ۱ عناوین  |

### میزبان
| تعداد میزبانی | کشورها            | سال‌ها                        |
| ------------- | ----------------- | ---------------------------- |
| ۵             | ایران             | ۱۹۹۹, ۲۰۱۱, ۲۰۱۵, ۲۰۱۹, ۲۰۲۳ |
| ۳             | کره جنوبی         | ۱۹۸۹, ۱۹۹۵, ۲۰۰۱             |
| ۲             | استرالیا          | ۱۹۷۵, ۱۹۹۱                   |
| ۲             | ژاپن              | ۱۹۸۳, ۲۰۲۱                   |
| ۲             | تایلند            | ۱۹۹۳, ۲۰۰۵                   |
| ۲             | اندونزی           | ۲۰۰۷, ۲۰۱۷                   |
| ۱             | بحرین             | ۱۹۷۹                         |
| ۱             | کویت              | ۱۹۸۷                         |
| ۱             | قطر               | ۱۹۹۷                         |
| ۱             | چین               | ۲۰۰۳                         |
| ۱             | فیلیپین           | ۲۰۰۹                         |
| ۱             | امارات متحده عربی | ۲۰۱۳                         |

## کشورهای شرکت کننده
| کشور              | ۱۹۷۵ | ۱۹۷۹  | ۱۹۸۳ | ۱۹۸۷  | ۱۹۸۹  | ۱۹۹۱  | ۱۹۹۳  | ۱۹۹۵  | ۱۹۹۷  | ۱۹۹۹  | ۲۰۰۱  | ۲۰۰۳  | ۲۰۰۵  | ۲۰۰۷  | ۲۰۰۹  | ۲۰۱۱  | ۲۰۱۳  | ۲۰۱۵  | ۲۰۱۷  | ۲۰۱۹  | ۲۰۲۱  | ۲۰۲۳  | مجموع |
| افغانستان         |      |       |      |       |       |       |       |       |       |       |       |       |       |       |       |       | ۱۵ ام | ۲۰ ام |       |       |       | ۱۴ ام | ۳     |
| استرالیا          | ۴ ام | ۴ ام  | ۶ ام | ۱۱ ام | ۱۰ ام | ۴ ام  | ۶ ام  | ۵ ام  | سوم   | دوم   | دوم   | ۴ ام  | ۸ ام  | اول   | ۷ ام  | ۴ ام  | ۵ ام  | ۵ ام  | ۸ ام  | دوم   | ششم   |       | ۲۱    |
| بحرین             |      | ۱۴ ام |      | ۸ ام  | ۱۶ ام |       |       |       |       | ۱۰ ام | ۱۰ ام |       | ۱۳ ام | ۱۰ ام |       |       |       | ۱۲ ام | ۱۲ ام |       |       | ۸ ام  | ۱۰    |
| بنگلادش           |      |       |      |       |       | ۱۷ ام |       | ۱۶ ام |       |       |       |       |       |       |       |       |       |       |       |       |       | ۱۵ ام | ۳     |
| چین               | سوم  | اول   | دوم  | دوم   | سوم   | سوم   | ۴ ام  | دوم   | اول   | اول   | ۴ ام  | دوم   | دوم   | ۴ ام  | ۴ ام  | دوم   | سوم   | سوم   | ۶ ام  | ۶ ام  | سوم   | ۴ ام  | ۲۰    |
| تایوان            |      |       |      | ۴ ام  | ۶ ام  | ۹ ام  | ۵ ام  | ۱۰ ام | ۶ ام  | ۴ ام  | ۷ ام  | ۶ ام  | ۹ ام  | ۱۳ ام | ۸ ام  | ۸ ام  | ۱۳ ام | ۹ ام  | ۶ ام  | ۷ ام  | ۴ ام  | ۶ ام  | ۱۹    |
| هنگ کنگ           |      |       |      | ۱۰ ام |       | ۱۴ ام |       |       |       |       |       | ۱۲ ام |       | ۱۸ ام |       | ۱۷ ام |       |       |       | ۱۶ ام | ۱۶ ام | ۱۶ ام | ۸     |
| هند               |      | ۵ ام  | ۵ ام | ۵ ام  | ۶ ام  | ۱۰ ام | ۹ ام  |       | ۹ ام  | ۹ ام  | ۷ ام  | ۵ ام  | ۴ ام  | ۹ ام  | ۹ ام  | ۶ ام  | ۷ ام  | ۱۱ ام |       | ۸ ام  | ۹ ام  | ۱۱ ام | ۱۸    |
| اندونزی           | ۶ ام |       | ۹ ام |       |       |       | ۶ ام  |       |       |       | ۶ ام  |       |       | ۱۱ ام | ۷ ام  | ۶ ام  | ۱۱ ام |       |       | ۴ ام  | ۱۲ ام | ۹ ام  | ۱۱    |
| ایران             |      | ۶ ام  |      | ۱۰ ام | ۸ ام  | ۷ ام  | ۵ ام  | ۴ ام  | ۶ ام  | ۵ ام  | ۵ ام  | سوم   | ۶ ام  | ۵ ام  | دوم   | اول   | اول   | دوم   | ۵ ام  | اول   | اول   | دوم   | ۲۰    |
| عراق              |      | ۸ ام  |      | ۹ ام  | ۷ ام  |       |       |       |       |       |       |       |       |       |       |       |       | ۱۳ ام |       | ۱۳ ام |       | ۱۲ ام | ۶     |
| ژاپن              | اول  | سوم   | اول  | اول   | دوم   | اول   | سوم   | اول   | دوم   | ۴ ام  | سوم   | ۶ ام  | اول   | دوم   | اول   | ۵ ام  | ۴ ام  | اول   | اول   | سوم   | دوم   | اول   | ۲۲    |
| اردن              |      |       |      |       | ۱۷ ام |       |       |       |       |       |       |       |       |       |       |       |       |       |       |       |       |       | ۱     |
| قزاقستان          |      |       |      |       |       |       |       | دوم   | ۱۴ ام |       | ۱۱ ام | ۹ ام  | ۸ ام  |       | ۱۰ ام | ۵ ام  | ۹ ام  | ۱۰ ام | ۹ ام  | دوم   | ۱۰ ام | ۱۳ ام | ۱۲    |
| کویت              |      | ۷ ام  | ۷ ام | ۴ ام  | ۵ ام  |       | ۱۴ ام | ۱۳ ام |       | ۱۴ ام |       |       |       |       | ۱۷ ام |       |       | ۱۷ ام | ۱۴ ام |       | ۱۵ ام |       | ۱۱    |
| لبنان             |      | ۱۳ ام |      |       |       |       |       |       |       |       |       |       |       |       |       | ۱۱ ام |       | ۸ ام  |       |       |       |       | ۳     |
| ماکائو            |      |       |      |       |       |       |       |       |       | ۱۳ ام |       |       |       |       |       |       |       |       |       |       |       |       | ۱     |
| مالدیو            |      |       |      |       |       |       |       |       |       |       |       |       |       |       | ۱۶ ام | ۱۸ ام |       |       |       |       |       |       | ۲     |
| برمه              |      |       |      |       |       |       |       |       |       |       |       |       |       |       |       | ۱۰ ام |       | ۱۸ ام |       |       |       |       | ۲     |
| نپال              |      |       |      | ۱۱ ام |       | ۱۸ ام |       |       |       |       |       |       |       |       |       |       |       |       |       |       |       |       | ۲     |
| نیوزیلند          | ۷ ام | ۱۱ ام | ۸ ام | ۱۲ ام | ۱۲ ام | ۱۲ ام | ۱۱ ام | ۱۲ ام |       |       |       |       | ۱۴ ام | ۱۵ ام |       |       |       |       |       |       |       |       | ۱۰    |
| کرهٔ شمالی         |      |       |      |       |       |       | ۱۱ ام |       |       |       |       |       |       |       |       |       |       |       |       |       |       |       | ۱     |
| عمان              |      |       |      |       |       |       |       |       |       |       |       |       |       |       |       |       |       | ۱۹ ام | ۱۵ ام |       | ۱۳ ام |       | ۳     |
| پاکستان           |      |       |      |       | ۷ ام  | ۴ ام  | ۸ ام  | ۸ ام  | ۸ ام  | ۷ ام  | ۸ ام  |       | ۷ ام  | ۹ ام  | ۱۳ ام |       | ۷ ام  |       | ۱۰ ام | ۱۲ ام | ۷ ام  | ۷ ام  | ۱۵    |
| فیلیپین           | ۵ ام |       |      |       |       |       |       | ۱۵ ام | ۱۱ ام | ۱۴ ام |       |       |       | ۱۴ ام |       | ۱۵ ام |       |       |       |       |       |       | ۶     |
| قطر               |      |       |      |       |       | ۱۹ ام |       | ۱۲ ام | ۱۰ ام | ۸ ام  | ۱۳ ام | ۱۱ ام | ۱۱ ام | ۷ ام  | ۱۱ ام | ۱۴ ام | ۱۲ ام | ۱۱ ام | ۴ ام  | ۹ ام  | ۵ ام  | سوم   | ۱۵    |
| ساموآ             |      |       |      |       |       |       | ۱۵ ام |       |       |       |       |       |       |       |       |       |       |       |       |       |       |       | ۱     |
| عربستان سعودی     |      | ۹ ام  |      | ۱۳ ام |       | ۱۳ ام |       |       | ۱۲ ام |       | ۸ ام  | ۱۲ ام |       | ۱۲ ام |       |       |       | ۲۱ ام |       | ۱۵ ام |       |       | ۹     |
| سنگاپور           |      | ۱۲ ام |      |       |       |       |       |       |       |       |       |       |       |       |       |       |       |       |       |       |       |       | ۱     |
| کرهٔ جنوبی         | دوم  | دوم   | سوم  | سوم   | اول   | دوم   | اول   | سوم   | ۵ ام  | سوم   | اول   | اول   | سوم   | سوم   | سوم   | سوم   | دوم   | ۷ ام  | سوم   | ۴ ام  | ۸ ام  | ۵ ام  | ۲۲    |
| سری‌لانکا          |      |       |      |       |       | ۱۳ ام |       | ۱۳ ام | ۹ ام  | ۱۵ ام | ۱۲ ام |       |       |       | ۱۴ ام | ۱۶ ام | ۸ ام  | ۱۵ ام | ۱۳ ام | ۱۴ ام | ۱۴ ام |       | ۱۲    |
| سوریه             |      | ۱۰ ام |      |       |       |       |       |       |       |       |       |       |       |       |       |       |       |       |       |       |       |       | ۱     |
| تایلند            |      |       |      |       | ۱۴ ام | ۱۵ ام | ۹ ام  | ۷ ام  | ۷ ام  | ۱۱ ام |       |       | ۱۰ ام | ۵ ام  | ۶ ام  | ۱۳ ام | ۱۰ ام | ۶ ام  | ۸ ام  | ۱۱ ام | ۱۱ ام |       | ۱۵    |
| ترکمنستان         |      |       |      |       |       |       |       |       |       |       |       |       |       |       |       |       | ۱۴ ام |       | ۱۶ ام |       |       |       | ۲     |
| امارات متحدهٔ عربی |      |       |      |       | ۱۵ ام | ۱۱ ام | ۱۴ ام |       |       | ۱۷ ام |       | ۱۰ ام | ۱۵ ام | ۱۷ ام |       |       |       | ۱۴ ام |       |       |       |       | ۸     |
| ازبکستان          |      |       |      |       |       |       |       |       |       | ۱۶ ام |       |       |       | ۱۶ ام |       |       | ۱۶ ام | ۱۶ ام |       |       |       | ۱۷ ام | ۵     |
| ویتنام            |      |       |      |       |       |       |       |       |       |       |       |       |       | ۱۲ ام | ۱۵ ام | ۱۲ ام |       |       |       | ۱۰ ام |       |       | ۴     |
| یمن               |      | ۱۵ ام |      | ۱۶ ام |       |       |       |       |       |       |       |       |       |       |       |       |       |       |       |       |       |       | ۲     |
| مجموع             | ۷    | ۱۵    | ۱۱   | ۱۷    | ۱۹    | ۱۵    | ۱۶    | ۱۴    | ۱۷    | ۱۴    | ۱۲    | ۱۵    | ۱۸    | ۱۷    | ۱۸    | ۱۶    | ۲۱    | ۱۶    | ۱۶    | ۱۶    | ۱۶    | ۱۷    |       |

## خلاصه مدال
| رتبه  | کشورها    | طلا | نقره | برنز | مجموع |
| ۱     | ژاپن      | ۱۰  | ۴    | ۴    | ۱۸    |
| ۲     | کرهٔ جنوبی | ۴   | ۴    | ۹    | ۱۷    |
| ۳     | ایران     | ۴   | ۳    | ۱    | ۸     |
| ۴     | چین       | ۳   | ۶    | ۶    | ۱۵    |
| ۵     | استرالیا  | ۱   | ۳    | ۱    | ۵     |
| ۶     | قزاقستان  | ۰   | ۲    | ۰    | ۲     |
| ۷     | قطر       | ۰   | ۰    | ۱    | ۱     |
| مجموع | مجموع     | ۲۲  | ۲۲   | ۲۲   | ۶۶    |

## باارزش‌ترین بازیکن
- بهترین یا باارزش‌ترین بازیکن هر دوره

| نام              | دوره |
| ---------------- | ---- |
| داده نشد         | ۱۹۷۵ |
| وانگ جایوی       | ۱۹۷۹ |
| داده نشد         | ۱۹۸۳ |
| داده نشد         | ۱۹۸۷ |
| ماسایوشی مانابه  | ۱۹۸۹ |
| داده نشد         | ۱۹۹۱ |
| داده نشد         | ۱۹۹۳ |
| داده نشد         | ۱۹۹۵ |
| داده نشد         | ۱۹۹۷ |
| بهنام محمودی     | ۱۹۹۹ |
| شین جین سیک      | ۲۰۰۱ |
| یجو سوبا رائو    | ۲۰۰۳ |
| مارکوس سوگیاما   | ۲۰۰۵ |
| دانیل هاوارد     | ۲۰۰۷ |
| تاتسویا فوکوزاوا | ۲۰۰۹ |
| آرش کمالوند      | ۲۰۱۱ |
| سعید معروف       | ۲۰۱۳ |
| کونیهیرو شیمیزو  | ۲۰۱۵ |
| یوکی ایشیکاوا    | ۲۰۱۷ |
| توماس ادگار      | ۲۰۱۹ |
| صابر کاظمی       | ۲۰۲۱ |
| یوکی ایشیکاوا    | ۲۰۲۳ |

## آمار
- تیم ملی ژاپن با ۱۰ دوره قهرمانی پرافتخارترین تیم آسیا است.
- ایران نیز با ۵ دوره میزبانی رکورددار میزبانی این مسابقات است.
- ژاپن هم با ۵ بازیکن منتخب (باارزشترین بازیکن آسیا) از این نظر رکورددار است و ایران با ۴ بازیکن در رده بعدی قرار دارد.
- در بیست و یک دوره گذشته این رقابت‌ها تیم ملی ژاپن با ۱۰ مقام قهرمانی، ۴ نایب قهرمانی و ۴ مدال برنز پرافتخارترین تیم رقابت‌ها است که به همراه تیم ملی کره جنوبی در ۱۸ دوره این رقابت‌ها بر روی سکو رفته‌اند.
- تا سال ۱۹۹۷ نحوه امتیازدهی در ست های ۱۵ امتیازی بود. تنها تیمی که زننده سرویس بود امتیاز می گرفت. از سال ۱۹۹۹ مسابقات در ست های ۲۵ امتیازی و به صورت رالی برگزار می شود که سبب کاهش زمان بازی و افزایش جذابیت مسابقه شده است.
- آمار کامل ایران در ۲۱ دوره قهرمانی آسیا از ۱۹۷۹ تا ۲۰۲۱[۱]

### نتایج کامل
1. http://todor66.com/volleyball/Asia/Men_1955.html کامل نیست
2. http://todor66.com/volleyball/Asia/Men_1975.html نتیجه چهار بازی نامشخص
3. http://todor66.com/volleyball/Asia/Men_1979.html نتیجه پنج بازی نامشخص
4. http://todor66.com/volleyball/Asia/Men_1983.html نتیجه سه بازی نامشخص
5. http://todor66.com/volleyball/Asia/Men_1987.html کامل نیست
6. http://todor66.com/volleyball/Asia/Men_1989.html کامل نیست
7. http://todor66.com/volleyball/Asia/Men_1991.html کامل نیست
8. http://todor66.com/volleyball/Asia/Men_1993.html کامل نیست
9. http://todor66.com/volleyball/Asia/Men_1995.html کامل نیست
10. http://todor66.com/volleyball/Asia/Men_1997.html کامل نیست
11. http://todor66.com/volleyball/Asia/Men_1999.html
12. http://todor66.com/volleyball/Asia/Men_2001.html
13. http://todor66.com/volleyball/Asia/Men_2003.html نتیجه سه بازی نامشخص
14. http://todor66.com/volleyball/Asia/Men_2005.html
15. http://todor66.com/volleyball/Asia/Men_2007.html
16. http://todor66.com/volleyball/Asia/Men_2009.html
17. http://todor66.com/volleyball/Asia/Men_2011.html
18. http://todor66.com/volleyball/Asia/Men_2013.html
19. http://todor66.com/volleyball/Asia/Men_2015.html
20. http://todor66.com/volleyball/Asia/Men_2017.html
21. http://todor66.com/volleyball/Asia/Men_2019.html
22. http://todor66.com/volleyball/Asia/Men_2021.html
23. http://todor66.com/volleyball/Asia/Men_2023.html